# بخش نورویچ (شهرستان فرانکلین، اوهایو)
بخش نورویچ (به انگلیسی: Norwich Township) یک منطقهٔ مسکونی در ایالات متحده آمریکا است که در شهرستان فرانکلین، اوهایو واقع شده‌است.
 بخش نورویچ  ۳۱٬۸۰۷ نفر جمعیت دارد و ۲۷۷ متر بالاتر از سطح دریا واقع شده‌است.